# Cybaeus enshu
Cybaeus enshu är en spindelart som beskrevs av Kobayashi 2006. Cybaeus enshu ingår i släktet Cybaeus och familjen vattenspindlar. Inga underarter finns listade i Catalogue of Life.